# Groupe de NGC 3550
Le groupe de NGC 3550 comprend au moins 14 galaxies situées dans la constellation de la Grande Ourse. La distance moyenne entre ce groupe et la Voie lactée est d'environ 139,5 Mpc (∼455 millions d'al). Ce groupe de galaxie est situé près du centre de l'amas de galaxies Abell 1185 (en). NGC 3550 est l'une des galaxies les plus brillante de cet amas.

## Membres
Le tableau ci-dessous liste les 14 galaxies listées dans l'article de Michael J. West et all. D'autre part, on pourrait ajouter à cette liste la galaxie NGC 3554 qui est dans la même région du ciel et à une distance comparable aux autres galaxies du groupe. En excluant deux galaxies de ce groupe (2MASX J11103964+2845208 et 2MASX J11103683+2842138), on obtient une distance moyenne de 146 Mpc. Trois autres galaxies (NGC 3552, NGC 3554 et 2MASX J11103987+2842248) sont à plus de 10 Mpc de cette moyenne et leur appartenance à ce groupe semblent douteuses. En excluant ces six galaxies des autres, on obtient une distance de 151 ± 6 Mpc.
| Nom                      | Classification | Type         | α (J2000.0)   | δ (J2000.0) | Vitesse radiale (km/s) | Magnitude apparente | Distance (Mpc) | Dimension (kal) |
| ------------------------ | -------------- | ------------ | ------------- | ----------- | ---------------------- | ------------------- | -------------- | --------------- |
| NGC 3550                 | Pec            | Particulière | 11h 10m 38.7s | 28° 46′ 06″ | 10325 ± 19             | 13,2                | 157 ± 11       | 166             |
| NGC 3552                 | E              | Elliptique   | 11h 10m 42.8s | 28° 41′ 35″ | 8684 ± 21              | 13,7                | 132,5 ± 9,3    | 70              |
| CGCG 155-081             | S0             | Lenticulaire | 11h 10m 37.5s | 28° 43′ 58″ | 9233 ± 3               | 14,9                | 140,6 ± 9,9    | 114             |
| MCG +05-27-004           | ?              | ?            | 11h 10m 49.2s | 28° 41′ 50″ | ?                      | 15,3                | ?              | ?               |
| NGC 3553                 | E              | Elliptique   | 11h 10m 40.5s | 28° 41′ 05″ | 9765 ± 40              | 13,0                | 148 ± 10       | ?               |
| 2MASX J11105941+2844424  | S0             | Lenticulaire | 11h 10m 59.4s | 28° 44′ 43″ | 9777 ± 3               | 15,7                | 149 ± 10       | 100             |
| 2MASX J11104649+2841338  | E              | Elliptique   | 11h 10m 46.4s | 28° 41′ 34″ | 9776 ± 3               | 15,9                | 149 ± 10       | 63              |
| 2MASX J11103987+2842248  | E              | Elliptique   | 11h 10m 39.8s | 28° 42′ 25″ | 8628 ± 5               | 16,3                | 131,7 ± 9,2    | 65              |
| 2MASX J11103964+2845208  | ?              | ?            | 11h 10m 39.6s | 28° 45′ 21″ | 11452 ± 6              | 16,9                | 173 ± 12       | 41              |
| 2MASX J11103683+2842138  | ?              | ?            | 11h 10m 36.8s | 25° 42′ 14″ | 18062 ± 0              | 16,9                | 270 ± 19       | 78              |
| 2MASX J11104185+2845408  | ?              | ?            | 11h 10m 41.9s | 28° 45′ 41″ | ?                      | 17,0                | ?              | ?               |
| 2MASX J11105850+2842384  | ?              | ?            | 11h 10m 58.5s | 28° 42′ 39″ | 10352 ± 6              | 17,1                | 157 ± 11       | 49              |
| SDSS J111035.04+284205.2 | ?              | ?            | 11h 10m 35.0s | 28° 42′ 05″ | 10168 ± 9              | 17,3                | 154 ± 11       | 44              |
| 2MASX J11103767+2841528  | ?              | ?            | 11h 10m 37.7s | 28° 41′ 53″ | 10242 ± 7              | 17,6                | 156 ± 11       | 28              |
| NGC 3554                 | E              | Elliptique   | 11h 10m 40.5s | 28° 41′ 05″ | 8743 ± 13              | 14,2                | 133,4 ± 9,3    | 51              |

Le site DeepskyLog permet de trouver aisément les constellations des galaxies mentionnées dans ce tableau ou si elles ne s'y trouvent pas, l'outil du site constellation permet de le faire à l'aide des coordonnées de la galaxie. Sauf indication contraire, les données proviennent du site NASA/IPAC.